# Mooca (bairro)
Mooca é um bairro pertencente ao distrito homônimo e administrado pela Subprefeitura da Mooca localizado no município de São Paulo. Ocupa uma pequena faixa entre a Avenida Alcântara Machado (Radial Leste), a Rua Taquari, a Avenida Paes de Barros, a Rua Fernando Falcão e a Rua Siqueira Bueno. 
É um dos bairros mais tradicionais e históricos de São Paulo, tem vivenciado uma série de transformações ao longo dos tempos, fora um bairro proletário refletindo tanto seu legado industrial, cortado por malhas ferroviárias. Após os anos 1990 passou e passa por processo de renovação como um vibrante centro residencial. Estas mudanças são impulsionadas pela verticalização, que tem revitalizado o bairro e atraído novos moradores e comércios, além de aumentar significativamente o valor do metro quadrado. A influência italiana é tão enraizada que há um sotaque espefícifico falado pelos moradores do bairro.

## História
A Mooca é um dos mais antigos bairros paulistanos. Seus primeiros registros datam de 17 de agosto de 1556, quando foi ocupada por um grupo de jesuítas, ainda com o nome de povoado de Arraial do Nicolau. Os primeiros habitantes foram os indígenas. Na época, as terras eram ocupadas por índios que se concentravam próximo ao Tameateí ou Tometeri, hoje o Rio Tamanduateí. Tempos depois, suas terras foram habitadas pelos portugueses, que as transformaram em áreas de chácaras e produção rural.
Já no livro “A Igreja na História de São Paulo”, a primeira referência ao bairro data de 1605, quando o local ainda era conhecido como Arraial de Nicolau Barreto, onde Brás Cubas construiu a capela de Santo Antônio, mais tarde transferida para a praça Patriarca. Essa versão é injustificável, pois, como já visto, a região, de seca, não tinha nada. Visto que era cercada, além do rio Tamanduateí, pelo riacho do Ipiranga, rio Tatuapé, riacho da Mooca, Aricanduva e vários outros.
Ainda hoje, muitos nomes de ruas do bairro têm sua origem em palavras indígenas: Javari, Taquari, Cassandoca, Itaqueri, Arariboia, Guaimbé, Tabajaras, Camé, Juatindiba e outras. Aliás, além do indígena, outro elemento foi importante na origem do bairro da Mooca: o rio.
No início, esta região fazia parte das terras de João Ramalho, que nem chegara a tomar posse e, segundo conta a história, teria ajudado na catequização e colonização dos índios. Em 1567, Brás Cubas recebeu oficialmente do Capitão Mor Jorge Ferreira a função de desbravar essas terras e fundar o Belém, Tatuapé e a Penha.
Na região leste, logo se tomou conhecimento da tribo Guaianases, do tronco tupi-guarani, que dominava o local. Para aqui se chegar saía-se da Freguesia Eclesiástica da Sé, descia-se a rua do Carmo, atingia-se a rua Tabatinguera até atingir uma ponte de madeira denominada Tabatinguera ou Ipiranga, chegando-se a uma trilha que se estendia até a Penha.
Segundo os historiadores, a região leste de São Paulo deve ter sido o local da maior concentração de índios de São Paulo e até do Brasil. O elemento indígena foi tão forte por aqui, que deixou sua lembrança até no nome do bairro: Mooca. Acredita-se que esta palavra indígena tenha surgido no século XVI, quando os primeiros habitantes brancos começaram a construir suas casas. O termo mooca se originou do termo tupi mũoka, que significa "casa de parente", por meio da junção dos termos mũ (parente) e oka (casa). Outra hipótese a respeito da origem do nome Mooca também se relaciona a uma outra expressão indígena, muito parecida com a outra versão: "moo-oka" = ares secos, enxutos.Essa trilha feita pelos pés dos caminhantes – brancos e índios, animais e rodas dos carros-de-boi – se transformou no que é hoje a rua da Mooca. Os índios Guarani, que viviam na região no século XVI, se surpreenderam com a velocidade com que os portugueses eram capazes de erguer construções. À época, a técnica mais usada era a taipa de pilão. E foram séculos de predominância desse material até a substituição pelos tijolos.
Mas foi no início do século XIX que começaria a obra que alteraria definitivamente a fisionomia da região. A primeira ferrovia paulista começou a ser construída em 1862. Três anos depois, houve a viagem inaugural, entre a Estação Luz e a Estação Mooca, ainda que esta última só tenha sido oficialmente inaugurada em 1898. A chegada dos trilhos ao bairro foi o marco simbólico do avanço industrial que culminaria na arquitetura típica e fluxo de imigração de europeus, sobreturo de italianos, mas também de lituanos e croatas.
Para abastecer a máquina industrial da virada dos anos 1800 para 1900, São Paulo recebeu centenas de milhares de trabalhadores europeus, a maior parte deles italianos. E onde mais havia fábricas, era maior a necessidade de estrutura urbana para receber o crescente contingente populacional. Assim, proliferaram as vilinhas operárias, que rapidamente se tornaram redutos imigrantes. Um caldeirão cultural e social prestes a explodir.
Em 1876, um fato importante marcou a história do bairro: Rafael Paes de Barros, senhor de muitas terras na região, que se estendiam até a Vila Prudente e Vila Alpina, criou o Clube Paulista de Corridas de Cavalo, atual Jockey Club, cujas arquibancadas comportavam 1200 pessoas, no sopé das chamadas colinas da Mooca, no mesmo local onde hoje está instalada a Administração Regional da Mooca. Em consequência disto, um ano depois, para atender aos apaixonados por turfe, foi criada a linha de bonde Mooca-Centro, movida a tração animal.
Estava formado um envolvente centro de lazer, logo frequentado pela alta sociedade do café, que vinha do Centro para apostar grandes somas nas corridas de cavalo, inclusive onde a Marquesa de Santos, já envelhecida, era uma das animadoras das corridas. Vale ressaltar que o bairro foi escolhido para a localização do Turfe de São Paulo porque era um ambiente de alta categoria, para a Elite. O “Prado” permaneceu no local por 64 anos.
A Mooca já era, então, um bairro valorizado. Juntamente com os largos São Francisco e São Bento, constituía ponto de passagem de carros, puxados por animais. Na época, este meio de transporte era uma inovação e logo São Paulo começaria a se transformar com a chegada da estrada de ferro Inglesa, com um ramal se estendendo pela rua dos Trilhos até o Hipódromo.
Uma nova civilização surgia com os primeiros italianos chegando a São Paulo para construir a civilização do café. Em pouco tempo estava firmada a Sociedade Italiana da Mooca. E mais imigrantes vieram se instalar: espanhóis, portugueses e na década de 30 os húngaros, como eram chamados os imigrantes da Europa Central e Ocidental. O bairro foi aos poucos se formando; o local que era cheio de chácaras e sítios logo passou a ser ocupado por fábricas e usinas, além de casas de moradias para seus operários. Assim é que entre 1883 e 1890 instalaram-se algumas fábricas de massa como Carolina Gallo, Rosália Médio, Romanelli e outras. Em 1891, o casal Antônio e Helena Zerrener fundaram a Companhia Antarctica Paulista (Edifício Companhia Antarctica Paulista).
Vale ressaltar, também, que a Mooca teve uma grande importância na economia de São Paulo, com a indústria têxtil assim como de outros setores. A pioneira foi a Indústria Rodolpho Crespi, depois vieram muitas outras: Armazéns Matarazzo e os Edifícios industriais da Rua Borges de Figueiredo, Grandes Moinhos Gamba, Antigas Officinas Casa Vanorden, Lorenzetti, Grandes Moinhos Minetti Gamba, Tecelagem Três Irmãos, Andrauss Cia Paulista de Louças Esmaltadas, Fábrica de Tecidos Labor, Frigorífico Anglo, Máquinas Piratininga, Aluminios Fulgor, Cia União dos Refinadores, etc. Com isso, a Mooca passou a ser considerada um bairro fabril. Hoje, muito poucas indústrias ainda se encontram em seu território.
Mas não só de trabalho viviam os moradores do bairro. Em 1923 foram inaugurados o Cine Teatro Moderno, o Cine Santo Antônio, em seguida o Cine Aliança, o Imperial, o Icaraí (mais tarde Ouro Verde) e o Patriarca. Outro lazer, aliás, prazer dos mooquenses, era o “footing”, realizado aos sábados e domingos, entre a rua João Antônio de Oliveira e avenida Paes de Barros, onde as moçoilas desfilavam aos grupos, enquanto os rapazes sem namoradas ficavam apreciando e esperando por algum olhar convidativo. Com essa farta oferta de lazer e com um significativo número de boas lojas, o mooquense dificilmente saía do bairro.
Durante o Bombardeio de São Paulo, ocasionado pela Revolta Paulista de 1924 o bairro foi palco de destruição do até então maior parque industrial brasileiro, na mais intensa luta já travada dentro de uma cidade brasileira. O bairro passou uma onda de saques populares aos estabelecimentos comerciais que iniciou na Mooca indo para o Brás e o Hipódromo da Mooca), depois alcançando o centro da cidade. Quase todos os depósitos, empórios e armazéns foram atacados.
O Clube Atlético Juventus foi fundado por imigrantes italianos e rapidamente se tornou um ponto de encontro para a comunidade local, oferecendo não apenas futebol, mas também uma variedade de atividades sociais e esportivas. O Estádio Conde Rodolfo Crespi, mais conhecido como Estádio da Javari, é a casa do Juventus e um marco histórico do bairro. Inaugurado em 1925, o estádio é famoso por sua atmosfera acolhedora e por ser um dos poucos estádios tradicionais que ainda preservam o charme do futebol de antigamente. O estádio é um ponto de encontro para os "Mooquensers" ou "Mooquenses", como são conhecidos os moradores apaixonados da Mooca, que mantêm viva a tradição de torcer pelo "Moleque Travesso", apelido carinhoso do clube. Os grandes patronos do clube eram Rodolfo e o seu filho Adriano Crespi, italianos da cidade de Busto Arsizio, na província italiana de Varese, próximo ao Piemonte. Rodolfo era simpatizante da Juventus, time de futebol da cidade italiana de Turim, enquanto o seu filho Adriano gostava da Fiorentina, de Florença. O nome Clube Atlético Juventus nasceu numa homenagem à Juventus da Itália, porém utilizando a cor lilás, da camisa da Fiorentina. Com o tempo, aquela cor arroxeada foi passando para o grená (vinho) utilizada até os dias de hoje. Existe uma outra versão que diz que a camisa é grená em homenagem ao Torino, o outro grande clube de Turim. Assim, teriam sido homenageados os dois clubes dessa cidade.
Configurou como um dos principais cenários da atividade política e revolucionária no Brasil, decorrente de sua natureza industrial. Seus habitantes, no início do século XX, eram trabalhadores imigrantes, oriundos de países com um emergente pensamento socialista. Na época, o ativismo comunista e anarquista era intenso. A confluência da avenida Paes de Barros, rua da Mooca, rua Taquari e rua do Oratório era conhecida como Praça Vermelha. Seus moradores também cruzaram o Rio Tamanduateí e puderam participar da "Queda da Bastilha" no distrito do Cambuci, ocorrida em 30 de outubro de 1930, com a finalidade de pôr fim ao tratamento desumano da delegacia da Rua Barão de Jaguara, local onde eram confinados sindicalistas e agitadores.
Na década de 1950, já era um bairro populoso e vibrante, com a inauguração do Teatro Artur Azevedo em 1952, que se tornou um importante centro cultural local. Em 1954, a introdução da primeira biblioteca ambulante, Affonso Taunay, destacou o compromisso com a promoção da leitura e educação entre os moradores.
Durante a década de 1960, o bairro enfrentou mudanças econômicas marcantes, como o fechamento do Cotonifício Rodolfo Crespi em 1963, uma das principais indústrias têxteis do bairro. Este evento sinalizou uma transição de uma base fortemente industrial para uma economia mais diversificada. Nos anos 1970 e 1980, a Mooca começou a se adaptar a essas mudanças, com o surgimento de novos empreendimentos residenciais e comerciais. A influência dos imigrantes italianos permaneceu forte, especialmente na gastronomia e nas tradições culturais do bairro.
Nos anos 1990, passou por um processo de revitalização urbana, com melhorias na infraestrutura e novos projetos habitacionais para atender à crescente demanda por moradia. O bairro começou a ser visto como uma área residencial desejável, mantendo seu charme histórico enquanto se modernizava. Ao entrar nos anos 2000, consolidou-se como um bairro que equilibra tradição e modernidade. A herança cultural italiana continuou a ser uma característica marcante, com muitas pizzarias e restaurantes típicos ainda em operação. O bairro também se tornou um ponto de encontro para eventos culturais e sociais, atraindo tanto moradores quanto visitantes de outras partes da cidade.

### Dialeto moquense e tombamento
O "cantado" modo de falar do bairro da Zona Leste, que inclui também expressões nacionalmente famosas como "orra meo" e "belo", pode se tornar o primeiro bem imaterial protegido da cidade. Está no Conpresp (conselho municipal do patrimônio histórico) um pedido para transformar o "mooquês" em patrimônio de São Paulo.
A expressão "belo" no contexto do dialeto paulistano, especialmente em bairros como a Mooca, é usada de maneira irônica ou sarcástica para descrever algo que não está tão bom ou que não saiu conforme o esperado. A chave para entender e usar "belo" dessa maneira é a entonação e o contexto. O tom de voz geralmente transmitirá o sarcasmo ou a ironia, e o contexto deixará claro que o falante não está realmente elogiando.
Exemplos:

- -"Belo serviço você fez, hein?" - "Belo" é usado para criticar algo que foi feito de maneira insatisfatória. Embora a palavra "belo" normalmente signifique algo bonito ou bem feito, neste contexto, ela carrega um tom de sarcasmo.
- -"Ah, que belo! Agora vou ter que fazer tudo de novo." - Expressa frustração com a situação, implicando que algo deu errado.
- -"Belo dia pra chover justo quando eu esqueci o guarda-chuva." - É empregado para destacar a ironia ou inconveniência de uma situação indesejada.

A ideia é registrar e preservar esse jeito peculiar de falar de parte dos paulistanos. No bairro, os moradores dizem que, diferentemente do que muitos pensam, o modo de falar não tem origem apenas em quem veio da Itália, maioria numa região da cidade cheia de cantinas. "O jeito de falar na Mooca foi criado por todo mundo que veio viver aqui. Italianos, espanhóis, lituanos, nordestinos", diz Oreste Ferri, 81, ex-jogador da Portuguesa e do Juventus.
No entanto, basta conversar com um imigrante vindo da Itália para perceber que o idioma italiano é a principal fonte do "mooquês". Mauro Dunder, mestre e doutorando em letras pela USP que estudou o vocabulário da região da Mooca, afirma que não há como uma língua, ou simplesmente o modo de falar, ser preservado. "A língua é um organismo vivo, que se manifesta de maneira espontânea e se perpetua ou não de acordo com uma série de fatores externos, como o crescimento do bairro, por exemplo." Já a antropóloga Fernanda Marcon, doutoranda pela UFSC (Federal de Santa Catarina), diz que registrar como bem um modo de falar ajuda a mantê-lo vivo, nem que seja como memória. "É importante para efeito de documento histórico. Para que façam gravações, incentivem manifestações culturais", afirma.
Segundo a Secretaria Municipal da Cultura, por meio de sua assessoria, não há previsão para que o pedido para tornar o sotaque patrimônio da cidade, feito pelo vereador Juscelino Gadelha (PSDB) em 2009, seja incluído na pauta do Conpresp. Segundo o jornal Folha de S.Paulo apurou, o problema é que a equipe responsável pela análise dos pedidos de proteção ao patrimônio é formada principalmente por arquitetos. Com isso, faltam profissionais como antropólogos, sociólogos e linguistas para que propostas sobre bens imateriais passem adiante.

### Cultura geral
A Mooca é uma rica fonte de inspiração na mídia e na cultura brasileira, refletindo sua profunda influência histórica e cultural. Na literatura, a Mooca aparece em obras que exploram a vida urbana paulistana, como nos livros de Antônio de Alcântara Machado, que capturam o cotidiano dos imigrantes italianos e sua integração na cidade. O bairro também serve de cenário em romances contemporâneos que destacam a convivência entre tradição e modernidade.
No cinema e na televisão, o bairro é frequentemente retratada como um microcosmo da diversidade paulistana. Em novelas brasileiras, como "A Próxima Vítima" (1995), a Mooca é pano de fundo para histórias que exploram temas de família e identidade cultural, refletindo a forte presença italiana do bairro. Filmes que se passam em São Paulo frequentemente utilizam a Mooca para ilustrar histórias de classe média e o espírito comunitário do local.
Musicalmente, é celebrada em várias canções, especialmente no samba e no rock paulistano. Bandas como Ira! e artistas como Adoniran Barbosa mencionam o bairro em suas músicas, destacando suas tradições culturais e a vida boêmia. A Festa de San Gennaro, realizada anualmente nas ruas Lins e San Gennaro, é um dos eventos culturais mais famosos, celebrando a herança italiana com comida, música e festividades que atraem milhares de visitantes.

## Atualidade
No ano de 2007, o instituto Datafolha publicou, no jornal Folha de S.Paulo, uma pesquisa feita com o intuito de saber qual o melhor lugar para se morar na cidade. O bairro eleito pelos paulistanos foi a Mooca, com 6% de aprovação; já Santana - Zona Norte, Vila Mariana - Zona Sul, Tatuapé - Zona Leste e Ipiranga - Zona Sudeste receberam individualmente 4% dos votos. A pergunta feita aos pesquisados foi: "Em que bairro da cidade de São Paulo você mais gostaria de morar, independente de suas condições financeiras ou de outras razões?" Alguns bairros citados anteriormente (Santana, Tatuapé e Mooca), possuem uma população bairrista, tanto que lhe são atribuídos informalmente gentílicos como: "santanense", "tatuapeense" e "moquense" respectivamente. O bairro é classificado pelo CRECI como "Zona de Valor C", assim como outros bairros da capital como Santana, Tatuapé e Barra Funda.
Desde a década de 2010, o bairro tem passado por uma significativa revitalização, mantendo sua herança cultural enquanto se adapta às exigências urbanas modernas. Conhecido por sua forte influência italiana, o bairro tem visto um boom no desenvolvimento imobiliário, com incorporadores transformando antigas áreas industriais em novos empreendimentos residenciais e comerciais. Esses empreendimentos oferecem uma variedade de opções de metragem quadrada, desde apartamentos compactos de cerca de 40 m² até unidades mais amplas, com mais de 100 m², atendendo a diferentes perfis de moradores, desde jovens profissionais a famílias que buscam mais espaço.
Continua a ser um bairro vibrante e acolhedor, com uma infraestrutura que atende bem seus residentes e visitantes. Sua rica tradição gastronômica, especialmente as famosas pizzarias e restaurantes italianos, permanece um forte atrativo cultural e social. Além disso, a diversidade de comércios e serviços reforça sua posição como um bairro que equilibra tradição e modernidade.
A verticalização, assim como no Brás, segue o movimento de revitalização de áreas anteriormente industriais, impulsionada pelo Plano Diretor de 2014 e a Lei de Zoneamento de 2016. Este fenômeno é visto por muitos como uma oportunidade para revitalizar e impulsionar o crescimento econômico em áreas antes degradadas pela desindustrialização. Eduardo Della Manna, do Secovi-SP, destaca a importância desta transformação nos distritos centrais, que formaram o núcleo industrial de São Paulo. Enquanto alguns urbanistas questionam os impactos, outros valorizam a oportunidade de renovação urbana.
A revista Veja, em 2024, cunhou o termo "Mooquensers" para descrever os moradores do bairro, que são apaixonados e bairristas. É comum encontrar famílias de segunda ou terceira geração que não querem deixar o bairro. Nas ruas, galpões históricos contrastam com um bairro que pulsa novidades, mostrando o equilíbrio entre tradição e modernidade.
A valorização do metro quadrado no bairro tem sido notável, com a construção de novas unidades habitacionais em alta desde 2017. Este crescimento é uma resposta à atratividade do bairro, que oferece infraestrutura sólida e uma localização estratégica. Com a estação Juventus-Mooca da linha 10-Turquesa da CPTM e a estação Bresser-Mooca da linha 3-Vermelha do Metrô, além de diversas linhas de ônibus, a Mooca é bem servida por transporte público, aumentando ainda mais sua conveniência para os residentes. Nele está localizada a sede da Subprefeitura da Mooca, o Teatro Municipal da Mooca Arthur Azevedo e o campus da Universidade São Judas Tadeu.
Entretanto, a Mooca também enfrenta desafios urbanos comuns a áreas em transformação. O aumento do trânsito, a necessidade de melhorias na infraestrutura e a preservação do patrimônio histórico são questões em pauta. Além disso, a oferta de habitação acessível continua a ser uma preocupação, à medida que o bairro se valoriza.